# Ольшанское сельское поселение (Белгородская область)
Ольша́нское се́льское поселе́ние — муниципальное образование в Чернянском районе Белгородской области.
Административный центр — село Ольшанка.

## История
Ольшанское сельское поселение образовано 20 декабря 2004 года в соответствии с Законом Белгородской области № 159.

## Население
| 2010  | 2011  | 2012  | 2013  | 2014  | 2015  | 2016  | 2017  | 2018  |
| ----- | ----- | ----- | ----- | ----- | ----- | ----- | ----- | ----- |
| 1339  | ↘1334 | ↗1344 | ↗1373 | ↘1368 | ↘1356 | ↘1354 | ↘1329 | ↘1325 |
| 2019  | 2020  | 2021  |       |       |       |       |       |       |
| ↗1338 | ↗1339 | ↘1219 |       |       |       |       |       |       |

## Состав сельского поселения
| № | Населённый пункт | Тип населённого пункта       | Население |
| - | ---------------- | ---------------------------- | --------- |
| 1 | Захарово         | село                         | ↘340      |
| 2 | Ольшанка         | село, административный центр | ↗788      |
| 3 | Петропавловка    | село                         | ↗155      |
| 4 | Савенково        | село                         | ↘115      |